# Róża Thun

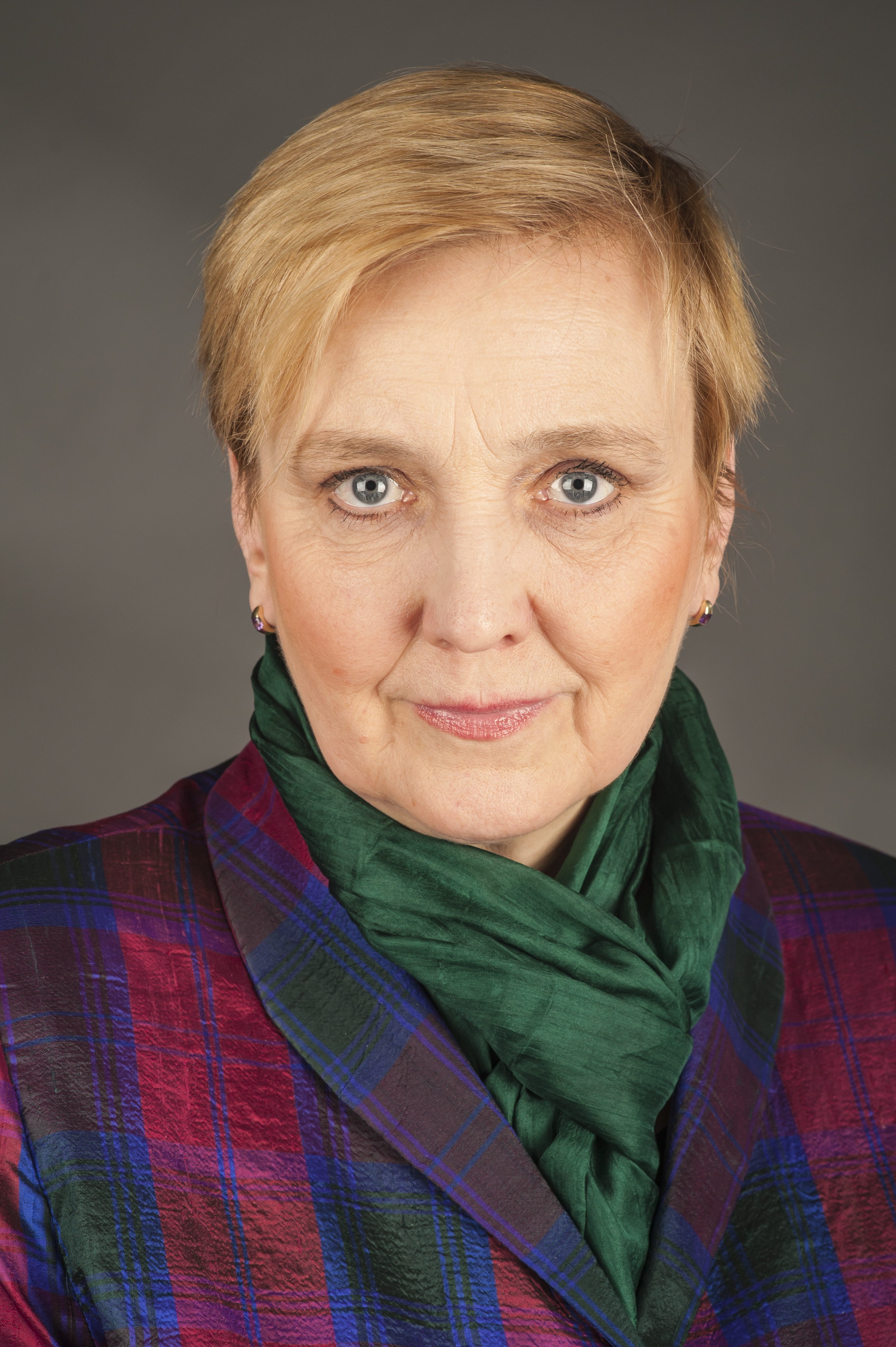
Róża Thun

Róża Maria Gräfin von Thun und Hohenstein-Woźniakowska meestal afgekort tot Róża Thun (Krakau, 13 april 1954) is een Pools politica en lid van het Europees Parlement.

## Biografie
Thun behaalde in 1979 een MA in Engelse taalkunde aan de Jagielloński-universiteit in Krakau. Ze was woordvoerster voor het Studentencomité van Solidarność en bestuurslid van het Comité voor de bescherming van de werknemers tussen 1977 en 1980. In 1992 werd ze directeur van de Poolse Robert Schumanstichting, hetgeen ze tot 2005 zou blijven. Ze was voor het referendum over de toetreding van Polen tot de Europese Unie in 2004 een actief deelnemer aan debatten en evenementen waarbij ze zich een voorstander van die toetreding betoonde. Tussen 1998 en 2000 was ze gemeenteraadslid van Warschau. In 2005 werd zij hoofd van de vertegenwoordiging van de Europese Commissie in Polen, wat zij bleef tot 2009 toen zij verkozen werd tot lid van het Europees Parlement en lid werd van de fractie van de Europese Volkspartij (Christen-Democraten).
Thun was lid van Platforma Obywatelska. Op 17 mei 2021 verliet zij deze partij; zij bleef als onafhankelijke lid van het Europees Parlement. 

## Familie
Thun is de dochter van prof. dr. Jacek Woźniakowski (1920-2012), hoogleraar aan de rooms-katholieke universiteit van Lublin en de eerste burgemeester van Krakau na de val van het communistische regime, en Maria Gräfin Plater-Zyberk. In 1980 (burgerlijk) en 1981 (kerkelijk) trouwde zij met Franz Graf von Thun und Hohenstein (1948). Hij is titulair de 5e Fürst von Thun und Hohenstein na het overlijden van zijn vader in 1990, werd hoofd van het huis Von Thun und Hohenstein en voert het predicaat doorluchtigheid. Zij voert na haar huwelijk de naam Róża Maria Gräfin von Thun und Hohenstein; uit haar huwelijk werden vier kinderen geboren. Zij is de zus van de Poolse uitgever, publicist en vertaler Henryk Woźniakowski (1948).
- Gemeinsame Normdatei: 1105662063
- International Standard Name Identifier: 0000 0004 0880 9904
- Library of Congress Control Number: no2014084742
- Nationale Bibliotheek van Polen: a0000002797100
- Virtual International Authority File: 302155860
- WorldCat: E39PBJcKHc9KckDmbKMTrqhvHC